# Фантазия (кафе)
Кафе «Фантазия» (груз. კაფე ფანტაზია), в Батуми также известное под названием «Рвапеха» (груз. რვაფეხა — «осьминог») — кафе, расположенное в городе Батуми (Аджарская Автономная Республика, Грузия). Сооружение расположено на бульваре на берегу моря, рядом с Батумским государственным университетом имени Ш. Руставели. Первоначально здесь располагались турбаза «Батуми», санаторий Метростроя и гостиница «Месхети», на месте которых в настоящее время построен отель «Батуми-Хилтон».

## История
Создателями сооружения кафе, которое в настоящее время является, по сути, уличной скульптурой, являются архитектор Георгий Чахава и профессор Художественной Академии, заслуженный художник Грузии Зураб Капанадзе. В творческую группу, занимавшуюся разработкой проекта кафе, также входили архитектор Зураб Джалагония и главный художник журнала «Нианги», заслуженный художник Грузии Нодар Малазония. Над проектом работал транспортный инженер Паата Доборджгинидзе. Строительство велось на протяжении 8 месяцев.
Работы по возведению кафе были закончены в 1975 году. После открытия кафе «Фантазия» превратилось в популярное место встреч и отдыха для жителей Батуми и многочисленных гостей портового города. Особой популярностью оно пользовалось среди молодёжи.
В советское время здесь продавались кофе по-турецки, развесное мороженое и безалкогольные напитки.

## Архитектурная и художественная ценность
Постройка представляет собой стоящую на восьми опорах и имеющую восемь проёмов конструкцию, железный каркас которой был скреплён и сварен прямо на месте на основе специальных эскизов, разработанных в ходе проектных работ. На «теле» «Осьминога», в форме которого построено кафе и поверхность которого как бы отражает переливающееся море, «расположены» разнообразные морские обитатели, в том числе символы Батуми — дельфины, а также морские коньки, морские звёзды, рыбы разных расцветок. Каркас покрыт металлической сеткой, отштукатуренной и отделанной разноцветными мозаичными камнями — смальтой. Смальта была изготовлена по специальной технологии, разработанной и запатентованной в Ленинграде. Сооружение фактически является лёгкой конструкцией, поскольку его срединная часть полая, — соответственно, оно должно было получиться довольно хрупким, хотя с помощью ряда конструктивных особенностей архитекторам удалось добиться существенной прочности. Таким решением стало своеобразное оболочное покрытие криволинейных форм; по словам архитектора, «особенность [которого] заключается в том, что его толщина, по сравнению с другими его измерениями, является незначительной, и поэтому стало возможным создание удивительно элегантной, тонкой, сложной по форме конструкции. В Грузии существование подобных конструкций указывает на то, что у нас в ту же эпоху имели место те же процессы, что и в Европе, несмотря на то, что мы жили за железным занавесом». Постройка возведена на специально отделанной поверхности, низкими ступеньками и каскадом фонтанов ведущей от отеля к «Осьминогу». Площадка вымощена плиткой светлого цвета в красно-терракотовую крапинку.

## Современное состояние
Начиная с 2000 года кафе не функционирует и находится в запустении, что вызвало появление у здания поверхностных повреждений и ухудшение санитарно-эпидемиологического состояния прилегающей территории. Сооружение как таковое не внесено в какой-либо список памятников архитектуры.

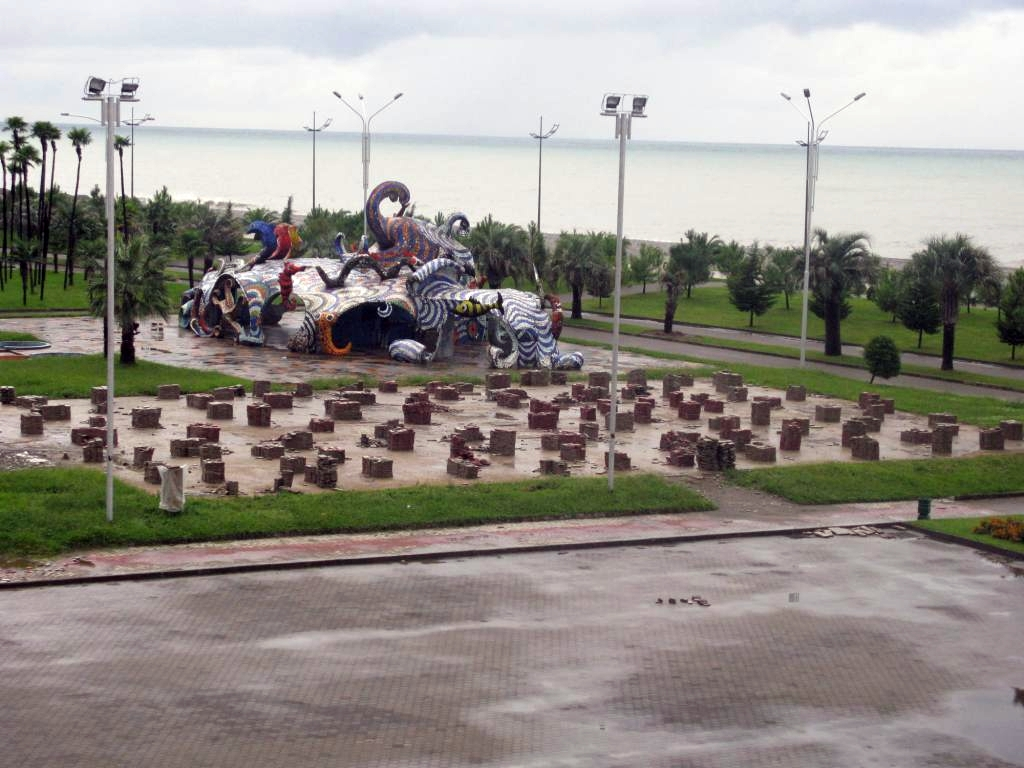
Здание кафе в 2011 году

Согласно информации, распространявшейся СМИ, компания Hilton планирует инвестировать в адаптацию прилегающей территории для собственных нужд. Предполагается, что застройка, подразумевающая обустройство бассейнов, кафе и зелёного газона, возможно, приведёт к уничтожению «Осьминога».
Население Батуми, специалисты по архитектуре и представители грузинской общественности выступают против нового строительства. Проводился соответствующий сбор подписей.
Специалисты посоветовали представителям Hilton’а оценить художественные достоинства сооружения и произвести обустройство территории, интегрировав в неё кафе «Фантазия». По мнению специалистов, облицованные разноцветным стеклом гостиничные фасады уже подходят под разноцветную мозаику кафе «Фантазия».
В совместном заявлении ООО «ТурИнвеста» и «Хилтон-Батуми» от 6 декабря 2014 года говорится: «Разрушение кафе „Фантазия“ никогда не входило в наши намерения». По состоянию на конец 2018 года заканчивается реконструкция этой жемчужины советского периода. Произведена реставрация бетонного каркаса и полная смена старой цветной плитки с заменой её на ярчайшую детальную мозаику с абсолютным сохранением цветопередачи и общего архитектурного облика. Финансирование реставрационных работ осуществил фонд «Карту», принадлежащий Бидзине Иванишвили.

## В искусстве
Кафе «Фантазия» можно увидеть в одном из эпизодов фильма «Любовь и голуби». Также оно было запечатлено в фильме Баадура Цуладзе «Для любителей решать кроссворды».